# Угрон, Габор (политик)
Габор Угрон (венг. Gábor Ugron; 15 апреля 1847, Călimănești, Муреш — 23 января 1911, Будапешт) — венгерский политик. Отец политического деятеля Габора Угрона-младшего.

## Биография
Представитель одной из старейших семей Трансильвании. Изучал право в университетах Вены и Будапешта.
Во время франко-прусской войны в 1870 году сражался во Франции в отряде Гарибальди; во время Парижской коммуны в Париже в качестве корреспондента венгерской газеты «Ellenör» работал в Париже.

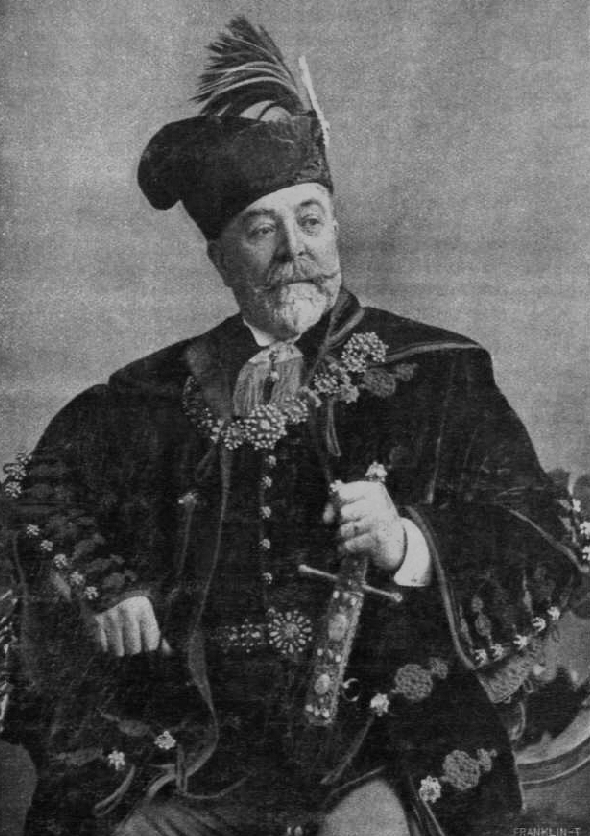
Габор Угрон

С 1872 был членом венгерского парламента, левоцентрист. В 1875 году, когда левый центр слился с правительственной партией, Угрон занял крайне левую позицию и стал лидером самостоятельной «партии независимости», чаще называемой партией угронистов. Особенное значение эта партия приобрела в 1880-х годах, когда она руководила всею оппозициею. Угронисты примирились с австро-венгерским дуализмом, но требовали таможенной независимости, находя, что интересы Венгрии сближают её в торговом отношении скорее с Германией, которая могла стать быть хорошим рынком для её сельскохозяйственной продукции, чем с Австрией. Угронисты постоянно обвиняли правительственную либеральную партию в унижении Венгрии перед Австрией. Отстаивали всеобщее голосование; в школьных и церковных вопросах они являлись противниками антицерковной политики правительства и протестовали против гражданского брака. В 1890-х годах левее партии угронистов образовалась сильная и более последовательная партия Кошута, после чего партия угронистов начала терять своё значение.
На выборах 1887 года она получила 18 мандатов, на выборах 1892 — 14, 1896 — 7. После выборов 1901 года, нанесших окончательный удар партии, Угрон отказался от политической деятельности.
Почётный гражданин г. Сентеша.